# عبده المنديلي
عبده محمد المنديلي (مواليد 11 أغسطس 1994) هو لاعب كرة قدم سعودي يلعب حاليًا في نادي قلوة.

## مسيرة اللاعب
لعب في نادي التسامح ونادي العين ونادي الذهب ونادي قلوة.